# SMAPのがんばりましょう
『SMAPのがんばりましょう』（スマップのがんばりましょう）は、1995年4月10日から同年9月29日までフジテレビの深夜帯において月曜から金曜日まで放送されたSMAP司会の10分枠番組。また1995年の大晦日には『SMAPのがんばりましょうカウントダウンSPECIAL』が放送され年越し番組を担当している。

## 概要
月曜は演芸、火曜はメンバーの歌とトーク、水曜はドラマ、木曜はゲスト出演者を迎えての音楽とトーク、金曜は新喜劇という日替わりメニューで放送されていた。本番組は当時、土曜23:30に放送されていた『夢がMORI MORI』の兄弟番組と言え、後の『SMAP×SMAP』の源流になったとも言われる。
遅れネットとして放送された系列局もあり、その際は5回分の放送を一度に放送されるなどの編集措置がなされた。
火・木曜のトークは同じセットを使用。二人掛けのソファに草彅・香取、木村・中居、稲垣・森で座り、木曜のゲストは中央の木村と中居の間に座るようになっていた。衣装は主にパジャマ。夏場は浴衣であった（ゲストも衣装を合わせて着用）。また、木曜のトークの収録が『スターどっきり（秘）報告』のどっきりの舞台に使われたこともある。
新喜劇で登場したキャラクター、「ストロングエース」は『夢がMORI MORI』にも登場したキャラクターである。木村の即興でテーマソングも生まれ、その後SMAPのコンサート会場でもその歌はトーク中にメンバーにより数度歌われた。
新喜劇には小松なっぱが、演芸コーナーにはみつまJAPAN'（座布団運び役、当時は「みつまJAPAN」の芸名）が出演している。
大晦日にはドラマ総集編とカウントダウンライヴ2部制のスペシャル番組が放送された。

## 新喜劇の舞台設定
- 1995年4・5月：大衆食堂
- 1995年6月：コンビニ
- 1995年7・8月：海の家
- 1995年9月：西部劇

## ドラマ
水曜に放送されたドラマ第1弾『Naked Banana』は橋部敦子が脚本を担当し、ノベライズ版も出版された。第2弾の『Going Nuts』は自転車キンクリートの飯島早苗が脚本を担当した。また、夏に総集編スペシャル、本編終了後も年末に『Going Nuts』の完全版が、大晦日のスペシャルには総集編が放送されている。どちらもSMAP主演。

### 出演者
- 第1弾『Naked Banana』
  - SMAP
    - 中居正広 - 剣城満 役
    - 木村拓哉 - 工藤伸二 役
    - 稲垣吾郎 - ロイ・ジョット 役
    - 森且行 - 玉置信一 役
    - 草彅剛 - 馬越昭生 役
    - 香取慎吾 - 沢口徹 役

  - 濱口優（よゐこ）
  - 持田真樹
  - 坂木優子
  - 明石亮太朗
  - 井上晴美
  - 沢村亜津佐

- 第2弾『Going Nuts』
  - SMAP
    - 中居正広 - 通称ボン。育ちの良さと金持ちを自慢する。父親の力を借りずに自分だけの力で何か大きなことをやり遂げる為に参加。
    - 木村拓哉 - 通称プー。フリーター。夢や友情には興味がなく、一攫千金を狙い参加。
    - 稲垣吾郎 - 通称センセイ。うだつの上がらない学者。埋蔵金に関する論文を書き上げる為に参加。
    - 森且行 - 通称バブリー。埋蔵金を借金返済にあてて恋人に結婚を申し込みたいと思っている。
    - 草彅剛 - 通称オヤジ。真面目だけが取り柄と自称するサラリーマンだったが実はリストラされている。ダメ人間のままではいたくない、と参加する。
    - 香取慎吾 - 通称コゾウ。世間知らずで馬鹿な高校生を装っているが、どの大学を受験しても合格すると言われている。他人を蹴落とすだけの受験生活から逃れる為に参加。

  - 浅野ゆう子 - 謎の女性X
  - 西村雅彦 - 謎の女性Xの運転手。ナレーターも兼任。

## スタッフ
- 構成：右近亨、野中浩之
- 美術制作：重松照英
- 美術進行：大野恭一郎
- デザイン：小池秀樹
- L・D：植松晃一
- 技術：共同テレビジョン 佐々木信一
- 音響効果：西野有彦（4-Legs）
- TK：増山郁子
- 編集：共同テレビビデオ編集部
- スタイリスト：黒澤彰乃
- AP：黒木彰一
- ディレクター：加茂裕治、代々木明徳
- プロデューサー：大前一彦、荒井昭博
- 制作協力：ジャニーズ事務所
- 制作：フジテレビ第二制作部
- 制作著作：フジテレビ